# Svjetionik Otočić Palagruža
Svjetionik Otočić Palagruža je svjetionik na vrhu otočića Vela Palagruža, na sredini Jadranskog mora, između talijanske i hrvatske obale.

## Vanjske poveznice
|  | Zajednički poslužitelj ima još gradiva o temi Svjetionik Otočić Palagruža |